# Stone Gods UK tour 2008
Stone Gods UK tour 2008 var det brittiska rockbandet Stone Gods första headlineturné, och pågick under perioden 17-30 januari 2008. Men denna turné marknadsförde de deras EP Burn the Witch.

## Turnén
Bandet blev under premiärspelningen i Bristol bestulet på en del av deras utrustning. Två gitarrer, en Gibson Explorer, en akustisk Hohner samt några personliga saker såsom en plånbok och en jacka, stals.
Det lokala bandet Serpico var förband under turnén. De fick dock ställa in fyra konserter i mitten av turnén då deras trummis skadat sig. Övriga förband var: Brady Cole, White Ace, Rattlesnake Remedy, Smilex, Wylde Side, Hellcat, och Minerva.
Under spelningen i Birmingham, den 23 januari friade sångaren Richie Edwards på scenen till sin flickvän.

## Låtlista
Låtlistan var exakt likadan under varenda konsert.
1. "Burn the Witch"
2. "You Brought a Knife to a Gunfight"
3. "Making It Hard"
4. "Where You Coming From"
5. "Knight of the Living Dead"
6. "Don't Drink the Water"
7. "Lazy Bones"
8. "Start of Something"
9. "I'm With the Band"
10. "Defend or Die"
11. "Magdalene Street"
12. "Oh Whereo My Beero"

## Datum
| Datum           | Arena                  | Stad       | Land      |
| --------------- | ---------------------- | ---------- | --------- |
| Storbritannien  |                        |            |           |
| 17 januari 2008 | Fleece                 | Bristol    | England   |
| 18 januari 2008 | Academy 3              | Manchester | England   |
| 19 januari 2008 | King Tut's Wah Wah Hut | Glasgow    | Skottland |
| 20 januari 2008 | Academy 2              | Newcastle  | England   |
| 22 januari 2008 | Corporation            | Sheffield  | England   |
| 23 januari 2008 | Barfly                 | Birmingham | England   |
| 24 januari 2008 | Zodiac                 | Oxford     | England   |
| 25 januari 2008 | Rock City              | Nottingham | England   |
| 27 januari 2008 | Wedgewood Rooms        | Portsmouth | England   |
| 28 januari 2008 | Concorde 2             | Brighton   | England   |
| 29 januari 2008 | Zodiac                 | London     | England   |
| 30 januari 2008 | The Waterfront         | Norwich    | England   |

## Medverkande
- Richie Edwards - gitarr, sång
- Dan Hawkins - gitarr, kör
- Toby MacFarlaine - bas, kör
- Ed Graham - trummor